# Bajmak
Bajmak (orosz betűkkel: Баймак, baskír írással: Баймаҡ) város Oroszországban, a Baskír Köztársaság Bajmaki járásában, melynek székhelye.

## Népesség
- 2002-ben 17 223 lakosa volt, melyből 12 015 baskír, 3980 orosz, 882 tatár, 87 örmény, 57 ukrán, 36 kazah, 35 üzbég, 34 csuvas, 8 mari, 7 udmurt, 2 mordvin.
- 2010-ben 17 710 lakosa volt, melyből 12 660 baskír, 3 757 orosz, 899 tatár, 48 ukrán, 22 csuvas, 11 mordvin, 10 mari, 6 fehérorosz, 4 udmurt.